# Supervisor del tresor
El supervisor del tresor o tresorer reial a l'antic Egipte tenia el títol d' Imi-ra hetemet (Supervisor del Segell o de les coses segellades). El títol es coneix en aquesta forma des del final de l'Imperi Antic (al voltant de 2300 aC) A l'Imperi Mitjà (ca. 2000-1650 aC), era un alt càrrec i estava fora de la influència del djati després d'aquesta data.
 
Era el tresorer de la cort reial i controlava l'entrada de mercaderies emmagatzemades: no només aliments, sinó també matèries primeres i productes acabats. També estava al capdavant dels tallers del palau, i de vegades rebia el títol de cap de la casa del tresor. Com a administrador dels tresors reials era sovint l'encarregat de projecte importants.

## Regne Mitjà
- Bebi, més tard va ser nomenat djati, sota Mentuhotep II
- Kheti, sota Mentuhotep II
- Meketre, sota Mentuhotep II i després
- Ipi, sota Amenemhat I
- Rehuerdjersen, sota Amenemhat I o posterior
- Sobekhotep, sota Sesostris I, any 22
- Mentuhotep, sota Sesostris I
- Merykau, sota Amenemhat I
- Siese, sota Amenemhat I
- Senankh, sota Sesostris III
- Sobekemhat més tard va ser nomenat djati, sota Sesostris III
- Ikhernofret, sota Sesostris III
- Senebsumai, Dinastia XIII
- Senebi, Dinastia XIII
- Amenhotep, Dinastia XIII

## Imperi Nou
- Nehsi, sota Hatshepsut
- Tay, sota Hatshepsut
- Senneferi
- Meryre, a Amenhotep III
- Ptahmosis, sota Amenhotep III, després de l'any 30
- Nebiot, sota Ramsès II
- Amenmose, sota Ramsès II
- Panehesy, sota Ramsès II
- Suty, sota Ramsès II
- Pay-ten-hab, sota Ramsès II
- Amenemone, sota Ramsès II
- Iarsu, sota Seti II

## Període Tardà
- Udjahorresnet, sota Cambises II i Darios I